# Rumelange
Rumelange (luxemburguès Rëmeleng, alemany Rümelingen) és una comuna i vila a l'est de Luxemburg, que forma part del cantó d'Esch-sur-Alzette. Limita amb els municipis d'Esch-sur-Alzette, Kayl i Ottange.

## Població
| Nacionalitat   | Població | %      |
| -------------- | -------- | ------ |
| luxemburguesos | 2.926    | 67,90% |
| Forasters      | 1.383    | 32,10% |
| - portuguesos  | 601      | 13,95% |
| - francesos    | 167      | 3,88%  |
| - italians     | 167      | 3,88%  |
| - belgues      | 32       | 0,74%  |
| - alemanys     | 48       | 1,11%  |
| - iugoslaus    | 268      | 6,22%  |
| - altres       | 100      | 2,32%  |

## Evolució demogràfica
| Any        | Població |
| ---------- | -------- |
| 15/02/2001 | 4.309    |
| 01/01/2002 | 4.351    |
| 01/01/2003 | 4.378    |
| 01/01/2004 | 4.450    |
| 01/01/2005 | 4.495    |

## Història
S'ha trobat fragments de pedra de fa 40.000 anys que mostren la possible presència dels neandertals. Rumelange fou un centre important de la mineria de ferro (la Minette), hi havia una forja al voltant de 1468, però la primera concessió minera li va ser atorgada el 1824. L'última mina va tancar el 1978. Hi ha un interessant Museu Nacional de Mineria.
A la ciutat es troba l'estadi Municipal de Rumelange amb capacitat per a 2.950 espectadors i on juga l'equip d'Unió Sportiva Rumelange.